# André (motorfiets)
André is een Frans historisch merk van motorfietsen.
Het merk bestond in het begin van de jaren twintig en produceerde modellen met 175-, 249- en 337cc-viertaktmotoren.